# ヤンガンビ空港
ヤンガンビ空港とは、コンゴ民主共和国のヤンガンビにある空港である。近くには、コンゴ川が流れている。

## 設備
全長800mの滑走路１本を有する。